# Tusa (singolo)
Tusa è un singolo della cantante colombiana Karol G e della rapper trinidadiana Nicki Minaj, pubblicato il 7 novembre 2019 come primo estratto dal terzo album in studio di Karol G KG0516.

## Descrizione
Il brano è stato scritto e composto dalle due interpreti con Keityn e Ovy on the Drums, ed è stato prodotto da quest'ultimo. È stato annunciato da Karol G il giorno precedente alla pubblicazione: la cantante ne ha confermato il titolo sui social media, insieme alla copertina, alla data di uscita e a una breve anteprima.
La parola tusa è uno slang colombiano che indica un sentimento misto di cuore spezzato e desiderio di vendetta; la parte cantata da Karol G racconta la storia di una donna che non riesce a dimenticare il suo ex, mentre nel suo rap la Minaj afferma di averlo superato.
Riguardo alla collaborazione con Nicki Minaj, Karol G ha affermato di aver ricevuto un messaggio dalla rapper che, dopo aver sentito la canzone, le ha chiesto di poter aggiungere una strofa rap. La cantante ha quindi inviato la canzone alla Minaj, che le ha rispedito il pezzo con le sue aggiunte sette ore dopo.

## Promozione
L'8 dicembre 2019 Karol G si è esibita con la canzone per la prima volta al Pixel 4's Motion Sense Concert Series. L'11 gennaio 2020 la cantante colombiana ha cantato Tusa al Tonight Show di Jimmy Fallon, partecipando al medesimo show per la prima volta.

## Video musicale
Il video musicale è stato girato a Los Angeles, con la regia di Mike Ho. È stato postato sul canale Vevo-YouTube di Karol G in concomitanza con la pubblicazione commerciale del singolo.

## Tracce
1. Tusa – 3:21

## Successo commerciale
Il brano ha debuttato in vetta alla Hot Latin Songs statunitense, diventando la prima collaborazione femminile ad arrivare al primo posto nella storia della classifica. Nella sua prima settimana ha accumulato 9,5 milioni di riproduzioni in streaming, mentre nella Billboard Hot 100 ha debuttato alla 76ª posizione, il quarto ingresso per Karol G e il 106º per Nicki Minaj, estendendo il suo record per l'artista femminile con più canzoni nella top 100 statunitense. A luglio 2020, dopo aver trascorso venticinque settimane consecutive in cima alla Billboard Argentina Hot 100, Tusa ha stabilito il record per il brano più longevo al numero uno nella classifica, superando Otro trago di Sech e Darrell che rimase al vertice per tredici settimane. In Italia il brano è stato il 16º più trasmesso dalle radio nel 2020.

## Classifiche

### Classifiche settimanali
| Classifica (2019-20)  | Posizione massima |
| --------------------- | ----------------- |
| Argentina             | 1                 |
| Belgio (Fiandre)      | 57                |
| Belgio (Vallonia)     | 31                |
| Canada                | 98                |
| Colombia              | 1                 |
| Costa Rica            | 1                 |
| Francia               | 6                 |
| Germania              | 79                |
| Grecia                | 69                |
| Guatemala             | 1                 |
| Italia                | 10                |
| Lituania              | 87                |
| Messico               | 1                 |
| Panama                | 1                 |
| Perù                  | 36                |
| Portogallo            | 5                 |
| Repubblica Dominicana | 1                 |
| Romania               | 57                |
| Slovenia              | 50                |
| Spagna                | 1                 |
| Stati Uniti           | 42                |
| Svizzera              | 8                 |

### Classifiche di fine anno
| Classifica (2020)     | Posizione |
| --------------------- | --------- |
| Belgio (Vallonia)     | 57        |
| Cile                  | 1         |
| Colombia              | 2         |
| Costa Rica            | 1         |
| Ecuador               | 1         |
| El Salvador           | 1         |
| Francia               | 17        |
| Guatemala             | 1         |
| Italia                | 29        |
| Messico               | 1         |
| Panama                | 1         |
| Paraguay              | 1         |
| Perù                  | 2         |
| Portogallo            | 12        |
| Repubblica Dominicana | 3         |
| Spagna                | 1         |
| Svizzera              | 13        |
| Uruguay               | 1         |
| Classifica (2021)     | Posizione |
| Portogallo            | 168       |